# Gus Dillon
Angus F. "Gus" Dillon (1881 – desconhecido) foi um jogador de lacrosse canadense. Dillon fez parte da equipe canadense que conquistou a medalha de ouro nos Jogos Olímpicos de Verão de 1908 em Londres.